# Notarize (компания)
Notarize (с англ. — «нотариальное заверение») — компания из Бостона, штат Массачусетс, предоставляющая услуги удаленного онлайн-нотариального заверения и электронной подписи. Документы заверяются удаленно, посредством видеосвязи с нотариусом.

## История
Notarize была основана в апреле 2015 года в Бостоне, штат Массачусетс Пэтом Кинселом. Кинсел был вдохновлен запуском Notarize, когда у него возникли трудности с нотариальным заверением документов при продаже своего предыдущего стартапа. Адам Пейс присоединился в качестве соучредителя позже в 2015 году, когда сервис был близок к публичному запуску.
В феврале 2016 года компания запустила свое приложение для смартфонов в iTunes, позволяющее любому желающему связаться с нотариусом онлайн круглосуточно, интегрируя живое видео с технологией компьютерной обработки изображений и программным криминалистическим анализом для аутентификации пользователя. Позднее сервис был расширен для обслуживания компаний и разработчиков, что позволило им собирать нотариально заверенные формы онлайн.
В октябре 2019 года компания в партнерстве с онлайн-стартапом Trust & Will создала первую в США систему для оформления полностью цифровых онлайн-завещаний и трастовых документов в Неваде и Индиане.
К марту 2020 года компания сообщила, что ожидает нотариального заверения сделок с недвижимостью на сумму 100 миллиардов долларов по сравнению с 10 миллиардами долларов в 2019 году. Компания объявила о своем партнерстве с Ellie Mae’s Encompass и Dotloop Zillow.
В мае 2021 года компания объявила, что Роджер Фергюсон вошел в её совет директоров.
В октябре 2021 года Forbes признал Notarize стартапом миллиарда долларов.
Notarize базируется в Бостоне, штат Массачусетс, но во время пандемии COVID-19 перешла на удаленную работу. Сейчас в компании работает более 400 человек, проживающих в 41 штате страны.

## Услуги
Notarize предлагает онлайн-нотариальные услуги через приложение и веб-сайт, которые настраивают безопасный видеочат с лицензированным нотариусом. Приложение включает в себя технологию компьютерной обработки изображений и программный криминалистический анализ для аутентификации личности пользователя. Клиенты загружают документ, который им нужно нотариально заверить, что позволяет клиенту и нотариусу увидеть нотариально заверяемый документ. Платформа Notarize требует, чтобы пользователи прошли процесс проверки личности в соответствии с законодательством штата о нотариусе.